# HMS Thorough
Le HMS Thorough (pennant number : P324) est un sous-marin du troisième groupe de la classe T en service dans la Royal Navy. Construit par Vickers-Armstrongs à Barrow-in-Furness, il fut lancé le 30 octobre 1943. Il est le premier (et jusqu’à présent, le seul) navire de la Royal Navy à porter le nom de Thorough (en français : approfondi, minutieux, consciencieux).

## Conception
Les sous-marins de la classe S, quoique très réussis, se sont avérés trop petits pour des opérations lointaines. Il fallut mettre en chantier la classe T, également très réussie, qui avait 21 mètres de longueur en plus et un déplacement de 1000 tonnes. Alors que les bâtiments de la classe S avaient seulement six tubes lance-torpilles d'étrave, ceux de la classe T en avaient huit, dont deux dans un bulbe d'étrave, plus deux autres dans la partie mince de la coque au milieu du navire.

## Engagements
Le HMS Thorough fut construit par Vickers-Armstrongs à Barrow-in-Furness. Sa quille fut posée le 26 octobre 1942, il fut lancé le 30 octobre 1943 et mis en service le 1er mars 1944.
Il a servi en Extrême-Orient pendant la plus grande partie de sa carrière en temps de guerre. Il a coulé vingt-sept voiliers japonais, sept caboteurs, un petit navire japonais, une barge japonaise, une petite canonnière japonaise, un chalutier japonais et le voilier malais Palange. En août 1945, en compagnie du HMS Taciturn, il a attaqué des navires japonais et des cibles côtières au large du nord de Bali. Le HMS Thorough a coulé un caboteur japonais et un voilier à coups de canon.
Le HMS Thorough survit à la guerre et poursuit son service dans la marine. Le 16 décembre 1957, il est de retour au HMS Dolphin, l’arsenal de Portsmouth, après la première circumnavigation réalisée par un sous-marin,,. Il est finalement démoli à Dunston sur la Tyne le 29 juin 1962.